# ロバート・アイスナー
ロバート・アイスナー（Robert Eisner、1922年1月17日 - 1998年11月25日）は、ニューヨーク市生まれのアメリカ合衆国の経済学者である。ノースウェスタン大学の教授であり、専攻はマクロ経済学、景気循環論、社会保障論、税制である。ネオケインジアン経済学に属す。

## 略歴
- 1922年 ニューヨーク市に生まれる（父親は高校の校長、母親も教員であった）。
- ブルックリン区で勉強して14歳で高校を卒業し、ニューヨーク市立大学に入学する。
- 1940年 ニューヨーク市立大学を卒業する。
- 1942年 コロンビア大学から社会学の修士号をえる。
- 1942年 軍に入隊してノースカロライナ州で基本的訓練をうけた後、フランスに派遣される（ノースカロライナ時代、デューク大学に通うEdith Avery Chelimerと知り合う）。
- 1946年 除隊してEdithと結婚し、ボルチモアのジョンズ・ホプキンズ大学で学ぶ。
- 1951年 ジョンズ・ホプキンズ大学よりPh.D.を得る。
- 1951年 イリノイ大学アーバナシャンペーン校の教員となる。
- 1952年 ノースウェスタン大学に移る（後に、William R. Kenen Professor in economics）。
- 1988年 アメリカ経済学会の会長となる。
- 1994年 ノースウェスタン大学を退職する。
- 1998年 夏以来病気であったが、11月にエヴァンストンで死去。

## 栄誉と賞
- アメリカ芸術科学アカデミー、計量経済学会のメンバーである。
- The International Honor Society of Economicsとして知られる第15回the John R. Commons Award of Delta Epsilonの受賞者である。

## 家族
- 結婚後52年で妻Edithに先立たれる。
- 娘にはEmily Eisner（クック郡イリノイ公選弁護士）とMary Eisner Eccles（ケント・コンラッドのための立法ディレクター）との2人がいる。孫は、3人いる。
- 兄弟としてはカリフォツニア州レッドウッドシティにAlanがいる。

## 著書

### 日本語訳
- 『経済の誤解を解く』、都留重人監訳、日本経済新聞出版社、1995年

### 原著
- Eisner, Robert. Social Security: More Not Less, New York: Century Foundation Press, (1998).
- Eisner, Robert. The Misunderstood Economy: What Counts and How to Count It, Harvard Business Press (1995).
- Eisner, Robert. The Total Incomes System of Accounts, University Of Chicago Press, (1989).
- Eisner, Robert. How Real Is the Federal Deficit?, New York: The Free Press, (1986).
- Eisner, Robert. Determinants of Business Investment, Prentice-Hall (1963).
- Eisner, Robert. The Great Deficit Scare: The Federal Budget, Trade, and Social Security, Twentieth Century Foundation, (1997).
- Eisner, Robert. Factors of Business Investment (General series - National Bureau of Economic Research ; no. 102, HarperCollins, (1979).
- Eisner, Robert. Investment, National Income and Economic Policy (Economists of the Twentieth Century) v. 2, Edward Elgar Pub, (1998).
- Eisner, Robert. The Keynesian Revolution, Then and Now: The Selected Essays of Robert Eisner Volume One (Economists of the Twentieth Century) v. 1, Edward Elgar Pub, (1999).